# Obręcz rowerowa
Obręcz rowerowa, felga rowerowa, żargonowo rawka lub rafka – część koła rowerowego znajdująca się na jego obwodzie, na którą montuje się dętkę i oponę. Obręcz jest łączona ze środkiem koła poprzez piastę za pomocą szprych.

## Konstrukcja
Większość obręczy produkuje się z wcześniej przygotowywanych w hutach profili metalowych (zwykle ze stopów stali lub, częściej, aluminium), które się tnie, dziurkuje i zagina w okrąg, a na koniec łączy za pomocą kleju lub spawu.
Najtańsze obręcze produkuje się z prostych profili w kształcie litery U, przy czym końce litery U są lekko zawijane do środka, by utrzymywały w miejscu kołnierz opony.
Droższe odmiany są produkowane ze specjalnie projektowanych profili, w których występują dwie, cztery lub nawet pięć komór (czyli wyraźnie oddzielonych od siebie przestrzeni). Takie rozwiązanie poprawia sztywność i wytrzymałość obręczy. W obręczach wielokomorowych nie ma ryzyka, że za długa szprycha będzie przebijała dętkę, gdyż między nią a dętką znajduje się dodatkowa warstwa metalu.
W profilu obręczy wierci się otwory, przez które będą przechodziły nyple i szprychy. Otworów tych może być zwykle od 28 do 36, przy czym najczęstszą liczbą jest 32 lub 36 (w rowerach szosowych nawet zaledwie 16 w przednim i 20 w tylnym kole). W tańszych obręczach otwory te są co najwyżej szlifowane, natomiast w droższych są na nie nabijane specjalne pierścienie zwane oczkami lub kapslami. Pierścienie te znacznie wydłużają czas eksploatacji, gdyż obręcze zaczynają zwykle pękać właśnie w okolicach otworów. Dodatkowo pierścienie te znacznie ułatwiają centrowanie kół, gdyż łatwiej się w nich obraca nyplami.
W przypadku obręczy do hamulców szczękowych bardzo istotne jest wykończenie bocznych powierzchni obręczy, które powinny być możliwie jak najbardziej równe i gładkie. W przeciwnym razie hamowanie odbywa się z piskiem i szybkim zużywaniem się klocków hamulcowych. W tanich obręczach powierzchnie boczne są zwykle tylko szlifowane, a i to nie zawsze. W droższych są one często pokrywane warstwą ceramiczną, która spowalnia ścieranie się klocków i samych powierzchni i przy okazji niemal w 100% eliminuje problem piszczenia.

## Rodzaje i dobór obręczy
Obręcz trzeba dobrać do swojego stylu jazdy i rodzaju roweru.
W sportowych rowerach szosowych, a także w dużym stopniu górskich do zawodów typu cross country, kluczową sprawą jest masa obręczy. Im mniejsza, tym lepiej, lecz wraz ze zmniejszaniem masy zwykle spada także wytrzymałość. Stosuje się tutaj obręcze o jak najcieńszych profilach, zwykle jednokomorowe i oczkowane. Najlżejsze obręcze są tak „wyśrubowane” wytrzymałościowo, że często wytrzymują tylko jedne zawody – za to ich masy schodzą nawet poniżej 300 g. Profile wielu takich obręczy bywają dość głębokie i przypominają często kroplę łzy, której czubek jest skierowany do środka koła. Przykładem takiej obręczy jest Mavic X-517 SUP.
W rowerach górskich z zamontowanymi hamulcami tarczowymi obręcze nie muszą mieć gładkich bocznych powierzchni, co dodatkowo obniża ich masę, ale hamulce tarczowe są cięższe od zwykłych szczękowych.
Na drugim skraju znajdują się szerokie, ciężkie i „toporne”, zwykle również wielokomorowe, obręcze stosowane w rowerach górskich do zjazdu. Mają one zwykle profile płaskie, niemal kwadratowe, i masy dochodzące do jednego kilograma. Taka obręcz nie zniszczy się nawet przy uderzeniu w duży kamień przy prędkości 80 km/h, ale napędzenie jej przy jeździe po płaskim terenie jest stosunkowo trudne. Przykładami takich obręczy są SunRims Mammoth i AlexRims SupraMT.
Między tymi skrajnościami istnieje wiele innych konstrukcji stosowanych w turystyce i jeździe miejskiej.